# Henschel DE 500 C
A Henschel DE 500 C háromtengelyes dízel-elektromos mozdonysorozat, melyet a Thyssen Henschel gyártott 1983 és 1984 között, összesen 5 példányban. A DE 500 C volt a Henschel első mozdonya, melynél háromfázisú technológiát alkalmaztak az elektromos vontatómotoroknál.
Az öt legyártott példány közül hármat a Thyssen a Henrichshütte, illetve egyet az AG der Dillinger Hüttenwerke a Dillinger Hütte kohászati üzemének ellátására szerezte be, míg az utolsó példányt a Deutsche Bahn vásárolta meg kipróbálásra, ahol 259 004-es pályaszámon futott, azonban a DB három hónap után továbbadott rajta.
A típus a német járműnyilvántartásban a 98 80 3605-ös sorozatszámon szerepel.

## Járműlista
| 32563 | 1984 | Thyssen Henrichshütte AG „62“ | EH „702“                  | Egy ideig Thyssen Edelstahlwerke AG „3“ számon futott |
| 32564 | 1983 | Thyssen Henrichshütte AG „61“ | EH „701”                  | Egy ideig Thyssen Edelstahlwerke AG „1“ számon futott |
| 32565 | 1983 | DB „259 004-1“ (tesztmozdony) | Stadtwerke Koblenz „DE 1“ |                                                       |
| 32566 | 1983 | Dillinger Hüttenwerke         | ROGESA, Dillingen „R 4“   |                                                       |
| 32567 | 1984 | Thyssen Henrichshütte AG „63“ | EH „703“                  | Egy ideig Thyssen Edelstahlwerke AG „4“ számon futott |

## Fordítás
- Ez a szócikk részben vagy egészben  a   Henschel DE 500 C című német Wikipédia-szócikk ezen változatának fordításán alapul.  Az eredeti cikk szerkesztőit annak laptörténete sorolja fel. Ez a jelzés csupán a megfogalmazás eredetét és a szerzői jogokat jelzi, nem szolgál a cikkben szereplő információk forrásmegjelöléseként.